# Manuela Porto

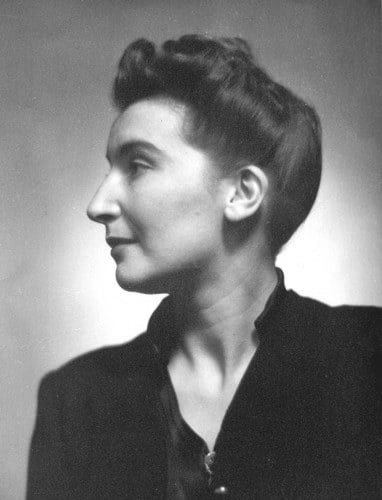
Manuela Porto, 1945

Manuela Cesarina Sena Porto de Araújo Pereira, meist kurz Manuela Porto (* 24. April 1908 in Lissabon; † 7. Juli 1950 ebenda), war eine portugiesische Schauspielerin, Schriftstellerin, Journalistin, Theaterkritikerin, Dichterin und Übersetzerin, die auch als Verfechterin von Frauenrechten und Gegnerin des Estado Novo-Regimes in Portugal bekannt wurde. Als Übersetzerin machte sie wichtige Werke verschiedener Schriftstellerinnen wie Louisa May Alcott, Anne Brontë, Elizabeth Gaskell und Virginia Woolf bekannt, die bis dahin nicht ins Portugiesische übersetzt worden waren. Auch das Werk des portugiesischen Dichters Fernando Pessoa hat sie durch ihre Gedichtvorträge bekannt gemacht.

## Leben
Porto wurde 1908 in der portugiesischen Hauptstadt Lissabon geboren, wo sie ihr ganzes Leben lang lebte. Sie wurde außerehelich geboren, da ihre Eltern erst Jahre später heirateten. In ihrer Geburtsurkunde wurde der Name ihrer Mutter nicht angegeben, aber es war allgemein bekannt, dass sie die Tochter von Judite Sena Porto und César Cristóvão de Sousa Porto war, einem republikanischen Aktivisten, Journalisten, Schriftsteller und Lehrer. Der Vater war Rektor der Escola Oficina nº 1 in Lissabon, die einen weltlichen pädagogischen Ansatz im Land einführte, der auf Multidisziplinarität und kritisches Denken abzielte. Er war auch Gründer und Herausgeber der Zeitschrift Educação Social, die die an dieser Schule praktizierte Lehrmethode  propagierte.
Porto besuchte diese Schule. Danach trat sie in die von dem Regisseur und Anarchisten Araújo Pereira (1871–1945) geleitete Theaterschule in Lissabon ein, wo sie 1924 ihr Debüt als Amateurschauspielerin an der Seite der Schauspielerin und Übersetzerin Emília de Araújo Pereira in dem Stück As Irmãs von Gaston Devore am Teatro Juvénia und als Berufsschauspielerin im November 1926 in der Companhia Rey Colaço-Robles Monteiro in dem Stück A petiza do gato von Carlos Arniches am Teatro do Ginásio. Nach mehreren Auftritten, immer in Nebenrollen, beschloss Porto eine professionelle Schauspielkarriere einzuschlagen und trat in das Conservatório Nacional de Teatro ein.
Porto schloss ihr Studium 1931 mit der Bestnote 20 und einem Preis ab und heiratete am 19. Dezember desselben Jahres den portugiesischen Maler, Illustrator und Bühnenbildner Roberto Araújo Pereira (1908–1969), den Sohn ihres ehemaligen Lehrers Araújo Pereira und seiner Bühnenkollegin Emília de Araújo Pereira. Da beide nicht von der katholischen Kirche getauft worden waren, fand die Zeremonie auf dem Standesamt in Lissabon statt, und der Ehevertrag sah auch die eine „vollständige und absolute Trennung der Vermögenswerte“ vor, ein für die damalige portugiesische Gesellschaft radikales Konzept.
In den 1930er Jahren setzte Porto ihre professionelle Tätigkeit als Schauspielerin fort und wirkte in mehreren Stücken der Companhia de Gil Ferreira und der Grande Companhia Dramática Portuguesa mit. Mit der Zeit distanzierte sie sich von der portugiesischen Kunstszene, die ihr zu wenige Möglichkeiten bot. Sie zog sich langsam von der Bühne zurück und spielte 1941 zum letzten Mal in William Shakespeares Stück „Ein Sommernachtstraum“ zusammen mit Amélia Rey Colaço im Parque de Palhavã in Lissabon die Rolle der „Hermia“.
1934 reiste Porto mit ihrem Mann nach England, Belgien und Frankreich und begann, nachdem sie dort verschiedene Gedichtvorträge und Soireen besucht hatte, nach ihrer Rückkehr nach Portugal mit Gedichtrezitationen. Zunächst konzentrierte sie sich auf die Rezitation von Werken einiger Dichter des 18. und 19. Jahrhunderts, wurde dann aber zu kulturellen Veranstaltungen eingeladen, um Gedichte von Fernando Pessoa zu rezitieren (1938). Danach trug sie im Britischen Institut in Lissabon und 1939 im Radio des Emissora Nacional auch Werke anderer moderner portugiesischer Dichtern und Schriftstellern, wie Mário de Sá-Carneiro, João José Cochofel, Fernando Namora, Carlos Queiroz Ribeiro, Adolfo Casais Monteiro oder José Régio vor.
In den 1940er Jahren nahm Porto mit beachtlichem beruflichen Erfolg an verschiedenen Konferenzen und Vorträgen teil und reiste nach Porto und Coimbra, wo sie zahlreiche Gedichte der neuen portugiesischen Literaturwelle vortrug, unter anderem von Mitgliedern der Gruppe Novo Cancioneiro, Políbio Gomes dos Santos, Sidónio Muralha, Joaquim Namorado, Mário Dionísio de Assis Monteiro, Álvaro Feijó, Carlos de Oliveira und Manuel da Fonseca, aber auch andere brasilianische Dichter wie Jorge de Lima, Ribeiro Couto und Cecília Meireles.
Ab 1930 begann Porto, sich für den feministischen Aktivismus zu interessieren. Sie nahm an verschiedenen Konferenzen teil, die von Francine Benoit, Sara Beirão, Arminda Gonçalves und Maria Lamas und anderen Frauenrechtlerinnen veranstaltet wurden. Sie beteiligte sich an der Ausstellung Certame das Mulheres Portuguesas oder Exposição da Obra Feminina Antiga e Moderna de Carácter Literário, Artístico e Científico, die von der Wochenbeilage Modas & Bordados der Tageszeitung O Século ins Leben gerufen und vom Conselho Nacional das Mulheres Portuguesas unterstützt wurde.
Mit republikanischen und demokratischen Idealen nahm Porto nach dem Wechsel zum diktatorischen Regime des Estado Novo aktiv und öffentlich an verschiedenen Demonstrationen, Kundgebungen und Konferenzen teil und schloss sich auch verschiedenen legalen und geheimen Bewegungen und Organisationen an, die sich gegen die Politik von António de Oliveira Salazar wandten, wie Ende der 1930er Jahre dem Conselho Nacional das Mulheres Portuguesas und der Associação Feminina Portuguesa para a Paz, dem Movimento de Unidade Nacional Antifascista im Jahr 1943, der Movimento de Unidade Democrática und der Comissão dos Escritores, Jornalistas e Artistas Democráticos  im Jahr 1945, dem portugiesischen P. E.N. im Jahr 1947 und der Comissão Central e Feminina do Movimento Nacional Democrático im Jahr 1949. Im Januar 1947 nahm Manuela Porto, die erst ein Jahr zuvor zur Vizepräsidentin des Conselho Nacional das Mulheres Portuguesas ernannt worden war, an der Ausstellung der von Frauen geschriebenen Bücher im Saal der Sociedade Nacional de Belas Artes teil und war eine der Hauptrednerinnen mit einem Vortrag zum Thema „Virginia Woolf: über das Problem von Literatinnen“. Nach der gewaltsamen Schließung der Ausstellung auf Anordnung der Regierung wurde die feministische Organisation am 28. Juni desselben Jahres verboten und gezwungen, ihre Aktivitäten einzustellen, ebenso wie alle anderen politischen Organisationen, denen Porto angehörte.
Als Literatin debütierte sie 1945 mit einer Übersetzung von Histoire du théâtre von Robert Pignarre, die sie nur mit ihren Initialen „MP“ unterzeichnete. Obwohl sie im selben Jahr noch zwei weitere Übersetzungen von Werken männlicher Autoren veröffentlichte, waren Schriftstellerinnen für ihre literarische Karriere von grundlegenderer Bedeutung. Sie übersetzte Texte von berühmten Autoren wie Louisa May Alcott, Anne Brontë, Elizabeth Gaskell, Hazel Goodwin Keeler, Katherine Mansfield und Virginia Woolf ins Portugiesische. Sie schrieb biografische Porträts über das Leben von Virginia Woolf, Katherine Mansfield, Dorothy Parker und der portugiesischen Schriftstellerinnen Judite Vitória Gomes da Silva und Maria Amália Vaz de Carvalho.
Im Bereich der Belletristik schrieb und veröffentlichte Porto Um filho mais e outras histórias (1945), Uma ingénua: a história de Beatriz (1948) und Doze histórias sem sentido (1952, posthum veröffentlicht). Sie behandelte in ihren Werken tiefgreifende Themen und intensive Kämpfe, in denen die Hauptfiguren unter dem Missbrauch durch ihre Eltern, dem Verrat und der Vernachlässigung durch ihren Ehepartner, der Trauer um ein Kind oder der ständigen Enttäuschung darüber, dass sie nicht die gewünschte Karriere verfolgen können, leiden. Im Fall von Uma ingénua: a história de Beatriz ist die Protagonistin ihres Romans eine Schauspielerin, was es der Autorin ermöglicht, viele ihrer früheren Kritiken an der portugiesischen Theaterwelt zu verarbeiten.
Obwohl Porto ihre Karriere als Schauspielerin früh beendete, verließ sie die Szene nie ganz und arbeitete zwischen 1946 und 1950 als Theaterkritikerin. Ihre Texte waren nicht nur Besprechungen der von ihr besuchten Aufführungen, sondern enthielten auch Meinungsäußerungen über den Zustand des Theaters in Portugal.
Neben Übersetzungen verfasste sie auch Artikel für zahlreiche Zeitschriften und Zeitungen, darunter Mundo Literário, Vértice, Seara Nova, Diário de Lisboa und Eva, für letztere sie auch als Redaktionssekretärin tätig war.
1948 gründete sie die Grupo Dramático Lisbonense, eine Amateurtheatergruppe, die sich hauptsächlich aus Mitgliedern des Chors des Movimento de Unidade Democrática zusammensetzte, der von dem Dirigenten und Komponisten Fernando Lopes-Graça gegründet worden war. Nachdem ein Brand das Quartier der Gruppe in der Rua Marcos Portugal in Lissabon zerstört hatte, nahm die Gruppe 1949 ihre Aktivitäten in der Academia de Amadores de Música wieder auf, wobei die Schauspielerin Gina Santos unter den verschiedenen Mitgliedern der Gruppe hervorstach.
Am 7. Juli 1950 beging Manuela Porto im Alter von 42 Jahren mit einer Überdosis Barbiturate Suizid, nachdem sie in den Jahren zuvor bereits mehrere erfolglose Selbstmordversuche unternommen hatte. Man vermutet, dass sie unter schweren Depressionen litt. Die Ursache ihres Todes wurde verschwiegen, da Berichte über Selbstmord vom Estado Novo zensiert wurden. Es wurde veröffentlicht, sie sei zu Hause im Schlaf gestorben, während sie in Wirklichkeit im Hospital de São José gestorben war, in das sie als Notfallpatientin eingeliefert worden war. Am 8. Juli wurde sie auf dem Cemitério do Lumiar in Lissabon beigesetzt.

## Nachleben
Am 18. Juli 1950, elf Tage nach ihrem Tod, fand in den Räumen des Clube Oriental de Lisboa eine Gedenkveranstaltung zu ihren Ehren statt, mit einer Hommage durch Luiz Francisco Rebello und Gedichtrezitationen durch Maria Barroso. Fünf Monate später, am 12. Dezember, ehrte die Grupo Dramático Lisbonense ihre Gründerin mit der Aufführung ihres Stücks O aniversário do banco in der Academia de Amadores de Música, und die Pianistin Maria da Graça Amado da Cunha enthüllte einen Gedenkstein.
Das Teatro da Cornucópia in Lissabon hatte einen ihrer Spielorte nach Manuela Porto benannt.
In Lissabon, Amadora, Odivelas und Cascais sind Straßen bzw. Plätze nach ihr benannt.
Am 19. Mai 1989 wurde sie posthum mit dem Rang eines Comendador im Ordem da Liberdade ausgezeichnet.